# マリア・ジェリネク
マリア・ジェリネク（Maria Jelinek、1942年11月16日 - ）は、カナダ出身の女性フィギュアスケート選手。1960年スコーバレーオリンピックペアカナダ代表。1962年世界フィギュアスケート選手権ペアチャンピオン。パートナーは兄でもあるオットー・ジェリネク。

## 経歴
- 1948年、家族とともにチェコスロバキアからカナダへ移住。
- 兄であるオットー・ジェリネクとともにペアスケーターとして活動を始める。
- 1961年、1962年カナダフィギュアスケート選手権2連覇。
- 1962年世界フィギュアスケート選手権優勝。

## 主な戦績
| 大会/年      | 1955-56 | 1956-57 | 1957-58 | 1958-59 | 1959-60 | 1960-61 | 1961-62 |
| ------------ | ------- | ------- | ------- | ------- | ------- | ------- | ------- |
| オリンピック |         |         |         |         | 4       |         |         |
| 世界選手権   |         |         | 3       | 3       | 2       |         | 1       |
| カナダ選手権 | 2       | 2       | 2       |         | 2       | 1       | 1       |